# Roy Gibson
Roy Gibson (* 4. Juli 1924 in Manchester) ist ein britischer Raumfahrtfunktionär. Er war Generaldirektor der European Space Research Organisation (ESRO) und in den Jahren 1975 bis 1980 erster Generaldirektor der Europäischen Weltraumorganisation (ESA).

## Leben
Gibson besuchte die Chorlton High School und später die Universitäten von Oxford und London.
Im Zweiten Weltkrieg diente er ab 1944 in Indien und Ceylon als Offizier im Royal Corps of Signals unter Louis Mountbatten. Von 1948 bis 1958 war er in Malaysia in der Britischen Kolonialverwaltung tätig.
Zurück in London war er bis 1967 am United Kingdom Atomic Energy Authority tätig. Er war bis 1971 Vizedirektor des Europäischen Weltraumforschungs- und Technologiezentrums (ESTEC), anschließend Verwaltungsdirektor der ESRO, im Jahr 1974 dann Generaldirektor der ESRO. Er war dort mitverantwortlich für die Überführung der beiden Organisationen ESRO und ELDO in die ESA im Jahr 1975, der er in  den Jahren 1975 bis 1980 als erster Generaldirektor vorstand.
Roy Gibson war der erste Generaldirektor des British National Space Centre von 1985 bis 1987. Seitdem beriet er auch die Europäische Kommission in Fragen der Raumfahrt und arbeitete mit am Aufbau der Europäischen Umweltagentur.

## Auszeichnungen
- 1977:  Großes Silbernes Ehrenzeichen mit dem Stern für Verdienste um die Republik Österreich[3]
- 1983: Allan D. Emil Memorial Award[4]